# Colombe eucharistique
La colombe eucharistique, ou peristerium (du grec περιστερά), est un type de vase sacré de la liturgie chrétienne dans lequel, au Moyen Âge, on conservait les hosties consacrées. La plupart du temps, elle était suspendue au centre du ciborium qui surmontait l’autel.

## Description et histoire
Symbole de paix et signal de la fin du Déluge dans l'Ancien Testament, la colombe représente l'Esprit Saint dans le Nouveau Testament. Son utilisation comme vase liturgique est attestée à partir du IVe siècle en Occident, mais le premier exemplaire connu est une colombe byzantine, originaire de Syrie du Nord. 

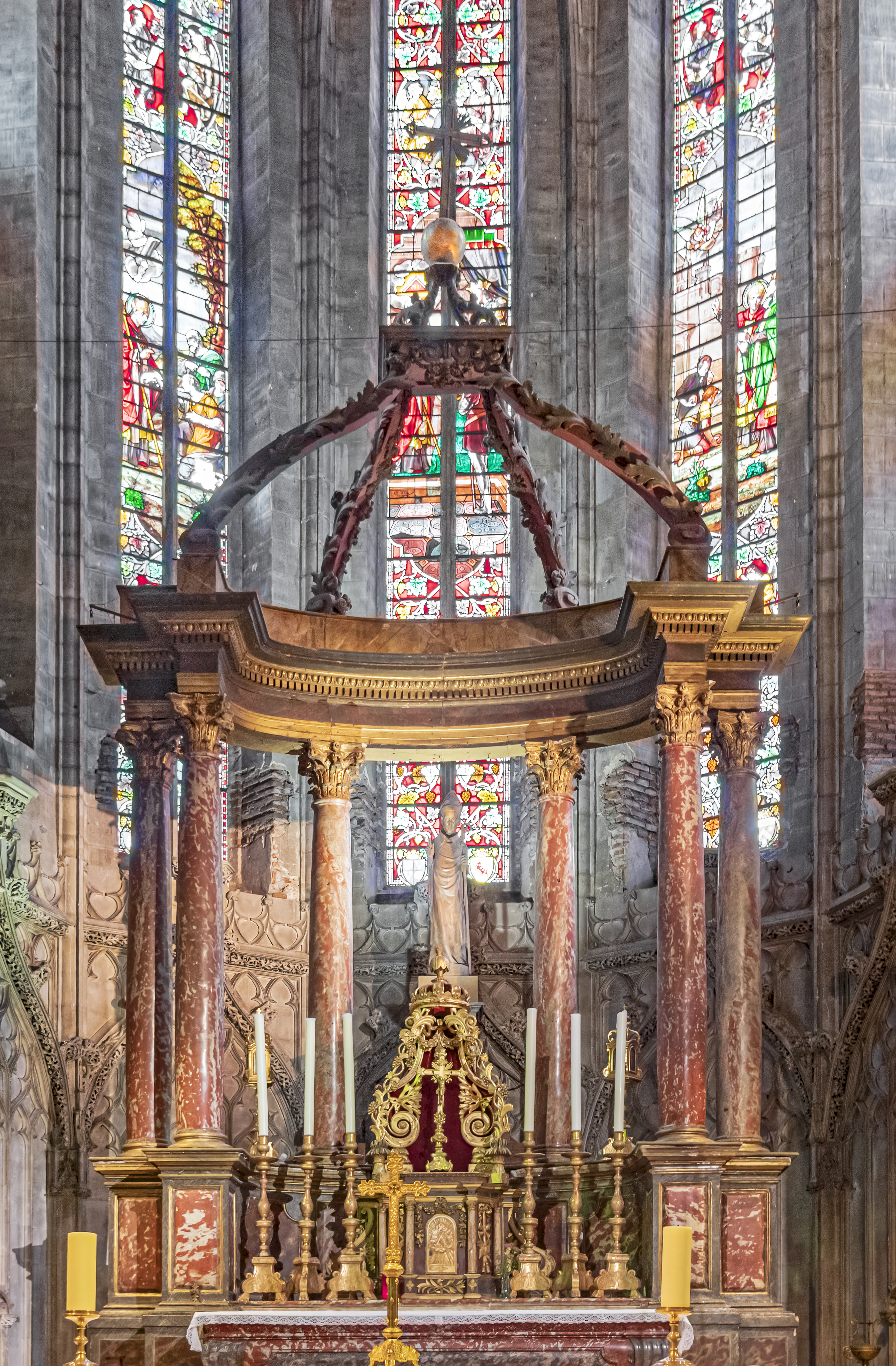
Le ciborium de la collégiale Saint-Salvi d'Albi.

En effet, « dans les premières basiliques, l’Eucharistie était conservée dans deux objets différents dont l’un avait la forme d’une tour, et l’autre, celle d’une colombe. Les érudits discutent pour savoir laquelle des deux formes est antérieure à l’autre, mais la tour contenait en fait très probablement la colombe, laquelle elle-même contenait le pain eucharistique. Cette hypothèse est corroborée par la matière dans laquelle sont fabriqués ces objets : les tours étaient d’argent et les colombes d’or ».

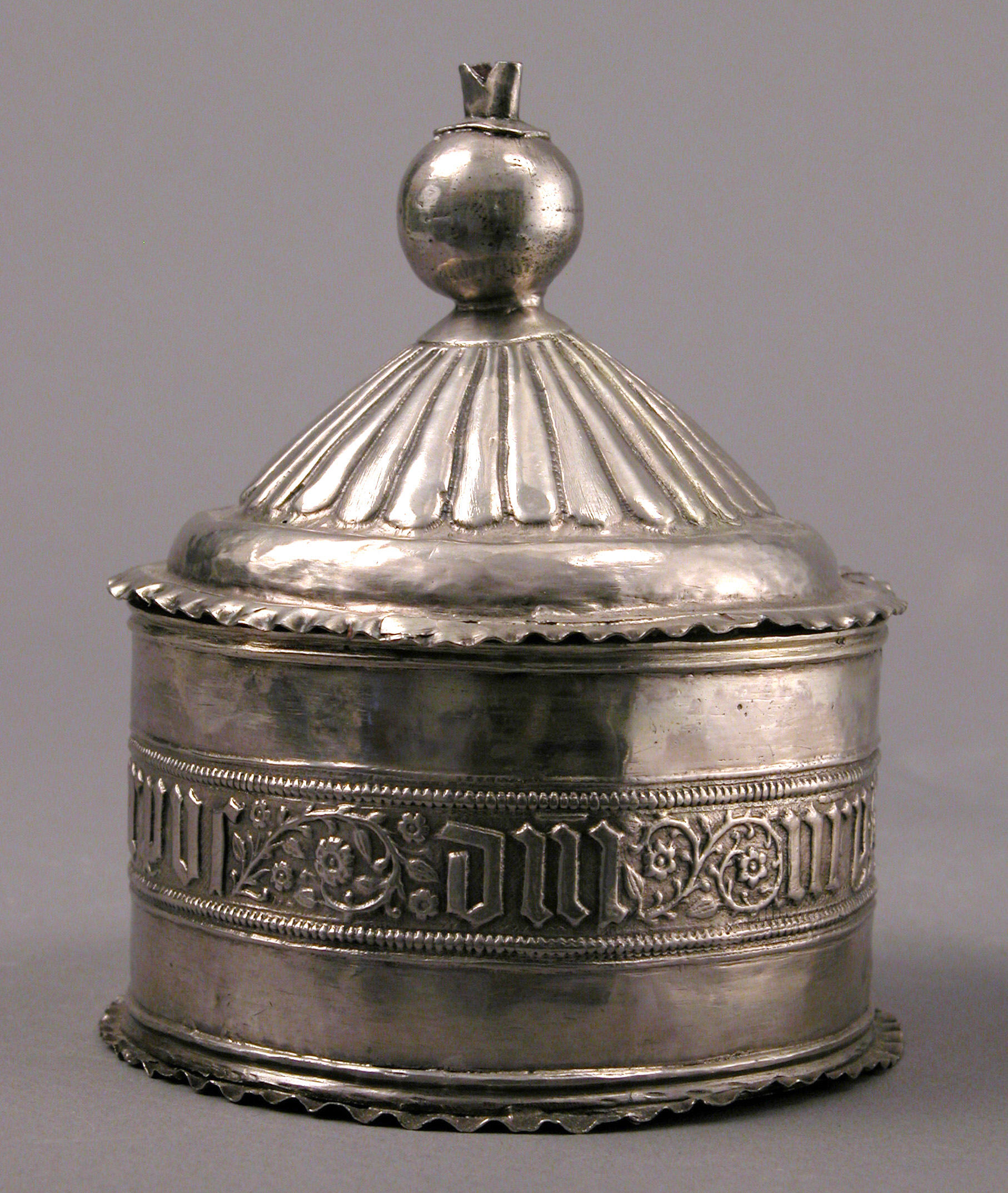
Tour eucharistique en argent, Espagne, fin du XVe siècle.

Les hosties sont enveloppées dans un linge de lin, représentant le linceul du Christ, ou placées dans une pyxide enfermée dans la colombe. Celle-ci est suspendue par des chaînes au-dessus de l'autel, au centre du ciborium, qui permet, au-delà du symbole, de protéger les hosties consacrées des rongeurs et des vols sacrilèges. L'on descendait le réceptacle au moyen d’une poulie à manivelle.
Sous le ciborium s’élevait parfois un autre petit édifice appelé peristerium (colombier) parce qu’il contenait la colombe eucharistique. Après la disparition de l’ancien ciborium, le mode de suspension se transforma lui aussi. On fixait généralement une attache en forme de croix au retable et on suspendait la tour, la colombe ou la pyxide à la volute que cette attache formait. Durant la période gothique, la tour, la colombe ou la pyxide étaient suspendues au-dessus de l’autel, entourées d’un voile. On les mettait parfois sous l’autel, mais, plus généralement, on les conservait dans une petite armoire ou un petit édicule, creusé dans le mur, à droite ou à gauche de l’autel.
À l'origine, les colombes eucharistiques reposaient toutes sur un disque qui peut prendre parfois les dimensions d'un plat, afin de pouvoir être suspendues.
À partir du XIIIe siècle, on utilise également la colombe comme ciboire posé dans un tabernacle.
Un grand nombre de colombes eucharistiques sont produites en émail de Limoges, c'est-à-dire en émaillé champlevé sur cuivre doré, et vendues à travers l'Europe. Leur fabrication commence dès le XIe siècle, mais elle culmine au XIIIe siècle, période durant laquelle elles sont véritablement produites en série, peut-être à la suite de la promulgation du dogme de la transsubstantiation par le IVe concile du Latran en 1215. Quarante-deux colombes en émail de Limoges ont été conservées, dont une douzaine d'authenticité douteuse et une douzaine dont la trace a été perdue par la suite.

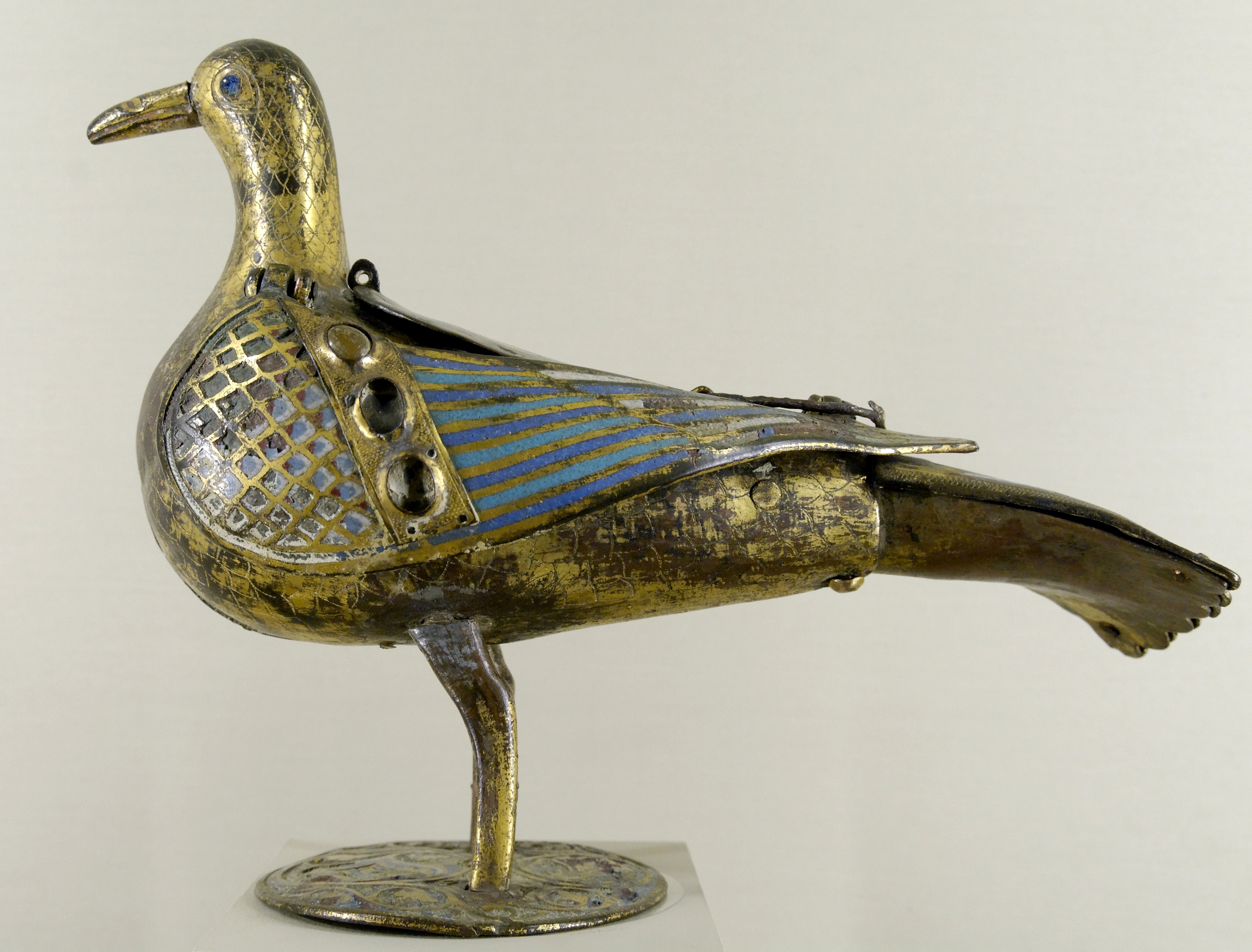
Colombe eucharistique en émail de Limoges, musée national du Moyen Âge.
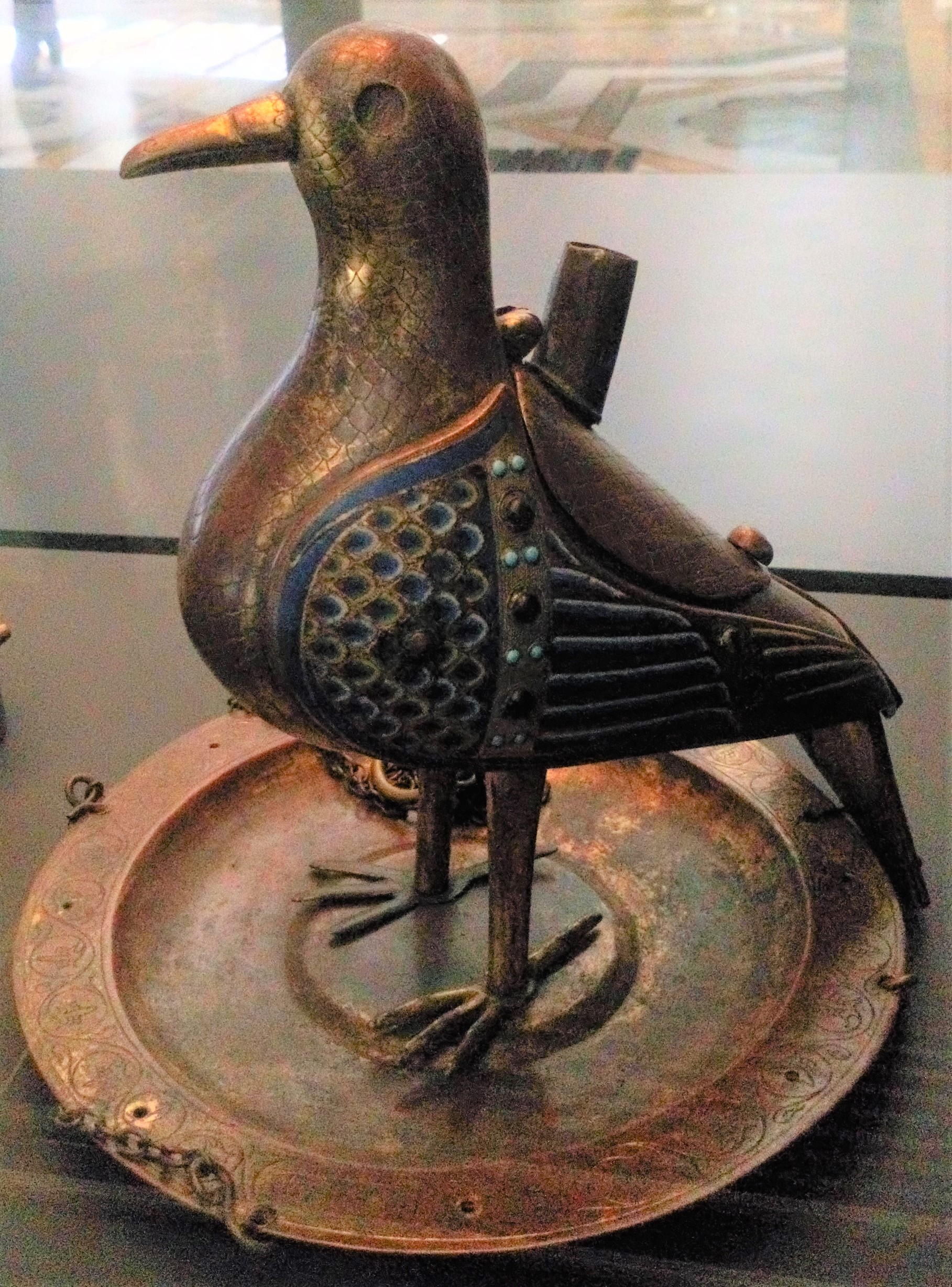
Colombe eucharistique en cuivre doré et émail champlevé (Limoges, 1210-1220). Amiens, musée de Picardie.
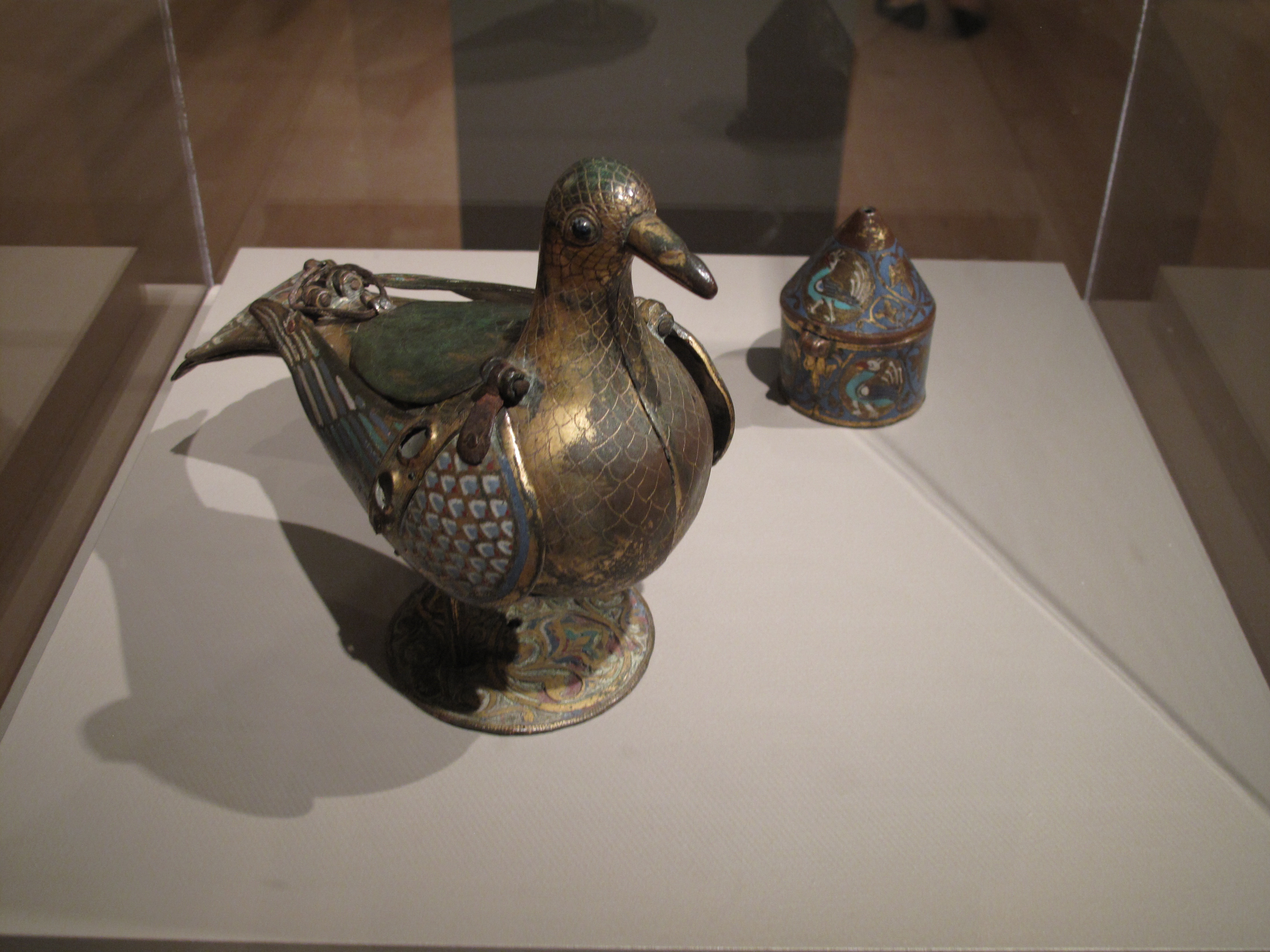
Colombe et pyxide eucharistiques (Musée national des beaux-arts du Québec).
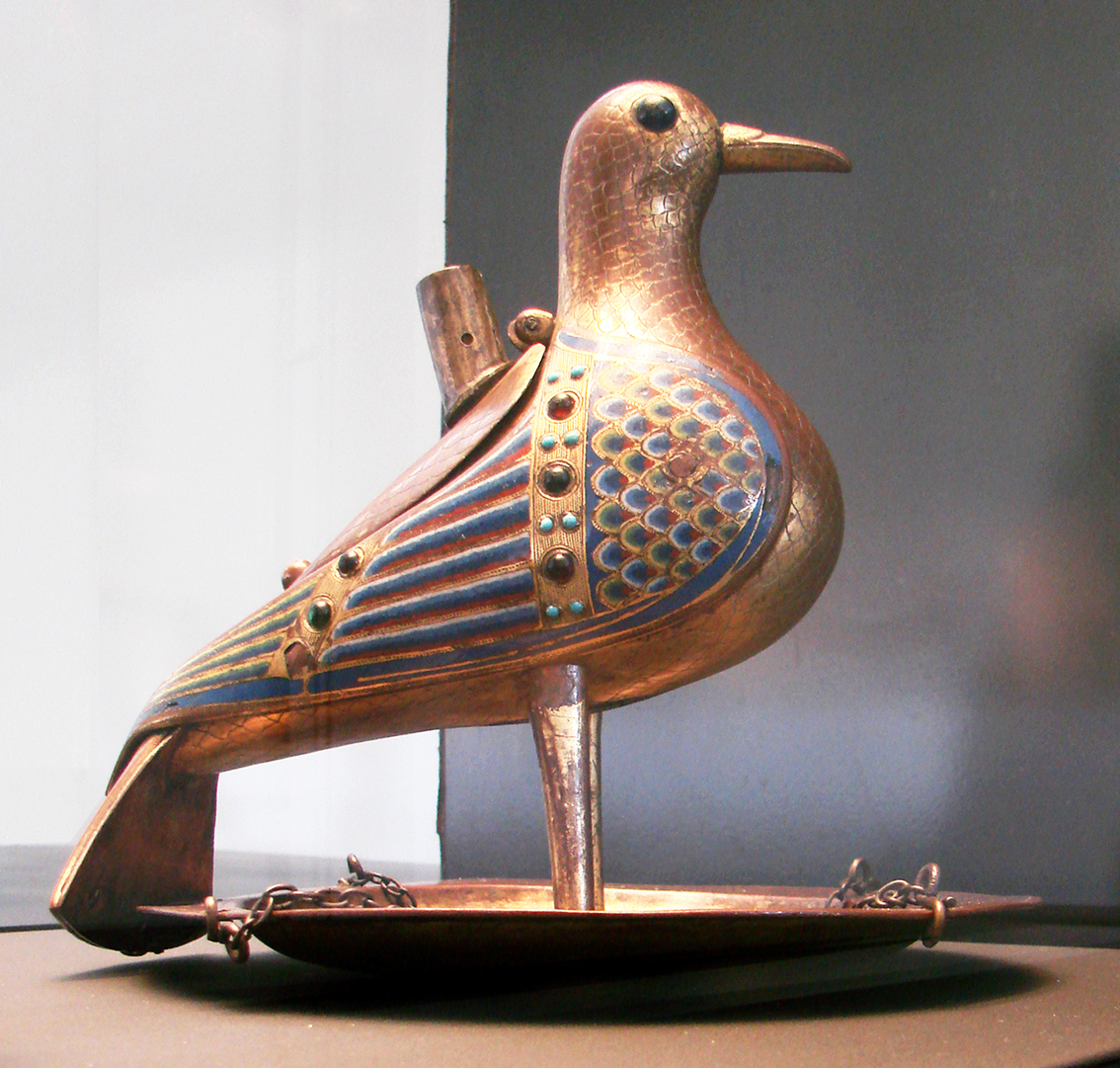
Colombe eucharistique, musée de Picardie.
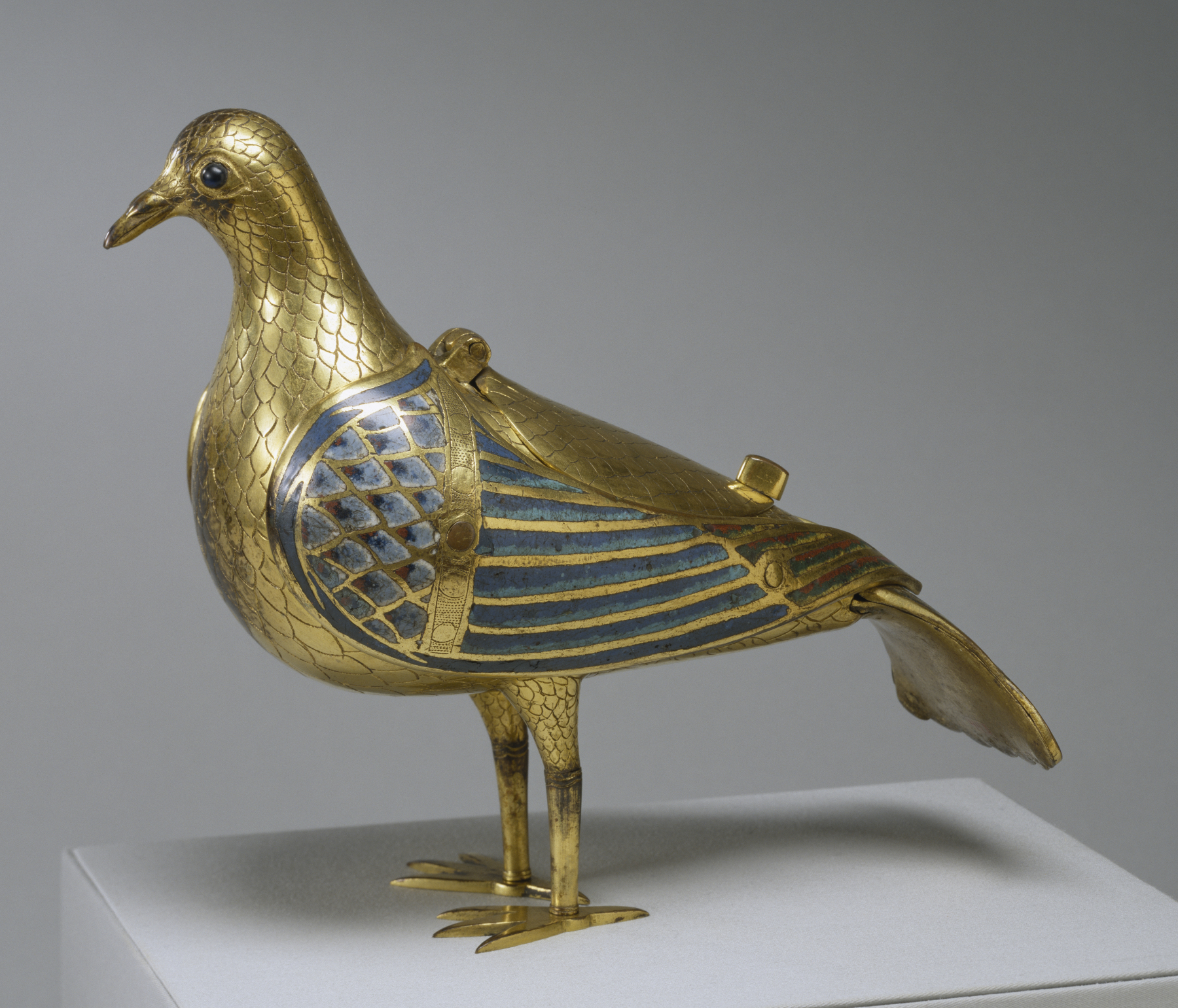
Colombe eucaristique, Walters Art Museum.
Colombe eucaristique, MNAC.

## Variante
Une variante de cette « colombe » existe aussi chez les Arméniens orthodoxes, à la différence que cette dernière contient le saint muron (ou saints chrêmes), utilisé pour certains rituels.